# 琅环镇
琅环镇，原为琅环乡，是中华人民共和国四川省凉山彝族自治州西昌市下辖的一个乡镇级行政单位。2019年12月，撤销琅环乡和民胜乡，设立琅环镇，以原琅环乡和原民胜乡所属行政区域为琅环镇的行政区域。

## 行政区划
琅环镇下辖以下地区：
琅环村、五星村、桃园村和红星村。

## 特产
西昌小香葱（琅环小香葱）：中国地理标志产品。